# 公州教育大学校
公州教育大学校（コンジュきょういくだいがっこう、朝鮮語: 공주교육대학교、英語: Gongju National University of Education）は、大韓民国の忠清南道公州市にある国立大学。

## 沿革
- 1938年4月1日 - 公州女子師範学校として開校。
- 1951年5月1日 - 公州師範学校となる。
- 1962年2月19日 - 公州教育大学に改編（2年制）。
- 1968年4月 - 教育研究所を設置。
- 1982年3月11日 - 4年制大学に改編。
- 1993年3月1日 - 公州教育大学校と改称。
- 1995年11月 - 教育大学院を設置。

## 学科
- 初等国語教育学科
- 初等倫理教育学科
- 初等社会科教育学科
- 初等数学教育学科
- 初等科学教育学科
- 初等体育教育学科
- 初等音楽教育学科
- 初等美術教育学科
- 初等実科教育学科
- 初等教育学科
- 初等英語教育学科
- 初等コンピュータ教育学科

## 大学院
- 教育大学院

## 附属機関
- 図書館
- 初等教育研究院
  - 初等教育研究所
  - 科学教育研究所
  - 学生生活研究所
- 情報通信院
- 学生生活館
- 大学言論社（新聞社・放送局・校誌編集室）
- 博物館
- 教育研究院
- 英才教育院
- 平生（生涯）教育院
- 附属初等学校